# Pauesia procephali
Pauesia procephali är en stekelart som först beskrevs av William Harris Ashmead 1889.  Pauesia procephali ingår i släktet Pauesia och familjen bracksteklar. Inga underarter finns listade i Catalogue of Life.